# Carrer Bernat Tallaferro
El Carrer Bernat Tallaferro és una via pública de Besalú (Garrotxa) protegida com a Bé Cultural d'Interès Local.

## Descripció
El carrer Bernat Tallaferro és un dels carrers originaris de Besalú, existeix des d'època romana. Parteix de la plaça de la Llibertat, ressegueix l'antic recinte (Puig de Santa Maria), on hi havia el castell. Aquest carrer arriba fins al jaciment de la Devesa. La importància del carrer en si recau en el contingut total dels següents elements: porxos, casa Figueres, casa de la Força i altres edificis.